# Gooiseweg
De Gooiseweg is een deel van de Amsterdamse stadsroute s112 en loopt van het Prins Bernhardplein nabij het Amstelstation naar Gaasperdam. De weg is uitgevoerd als autoweg met ongelijkvloerse kruisingen, maar op het eerste gedeelte ligt aan beide kanten ook een fietspad.
Het noordelijke deel tussen het Prins Bernhardplein en de Hartveldsebrug op de grens met Diemen  (thans kruising met de ringweg A10) is op 2 mei 1960 ongelijkvloers in gebruik genomen. Hier eindigde de weg en het doorgaande verkeer richting het Gooi kon over de Hartveldseweg zijn weg vervolgen.
Het eerste gedeelte van het tracé door de Bijlmermeer is in 1971 in gebruik genomen en lag geheel los van het noordelijke deel. Er was rekening is gehouden met een verdubbeling. Daar waar de Gooiseweg de Daalwijkdreef kruist is dat goed te zien aan de ongebruikte brughoofden aan de oostzijde. Oorspronkelijk was ook bij de kruising met de Bijlmerdreef ruimte voor verdubbeling maar bij het omlaag brengen van deze dreef eind jaren 1990 is deze ruimte verdwenen en zijn er smalle opritten gekomen. Ook langs het Bijlmerpark en bij de Karspeldreef was de ruimtereservering nog lange tijd aanwezig tot de laatste vernieuwing van het Bijlmerpark. Op 30 maart 1982 kwam het gedeelte tussen de Karspeldreef en de Gaasperdammerweg in gebruik en werd de verbinding met de Langbroekdreef aangelegd voor een beter doorstroming naar de wijken Nellestein en Gein. Na de ingebruikname van de Gaasperdammertunnel kwamen de afslagen naar de A9 in beide richtingen te vervallen komt de weg alleen uit op de Langbroekdreef.  
Oorspronkelijk had de Gooiseweg door moeten lopen richting het Gooi, 'Gooistad' (AUP 1950-1960). De Gooiseweg houdt nu op voorbij de A9, de Gaasperdammerweg en loopt over in de Langbroekdreef. Langs de Langbroekdreef en de Valburgdreef is de reservering voor het verlengen van de Gooiseweg nog te zien in het zandlichaam dat daar ligt. Ten zuiden van het waterzuiveringsbedrijf bij Gaasperplas had de weg dan door moeten lopen richting Weesp en verder. Doordat de verlenging niet doorging was er tot begin jaren negentig geen doorgaande wegverbinding tussen de Langbroekdreef en de Wageningendreef. De buslijnen van het GVB moesten dan ook tot 1988 heen en weer rijden via de Schoonhovendreef. In 1988 kwam een tijdelijke busbaan in gebruik over het Veenendaalplein langs het dijklichaam wat veel onnodige kilometers bespaarden. Begin jaren 1990 kwam op een deel van het tracé van de Gooiseweg de Valburgdreef in gebruik en was de busbaan niet meer noodzakelijk.
In 1989 ging het gedeelte tussen de Duivendrechtsebrug en Diemen op in de A10 waarbij op dit gedeelte de naam Gooiseweg verdween.

## Gooisehulpweg

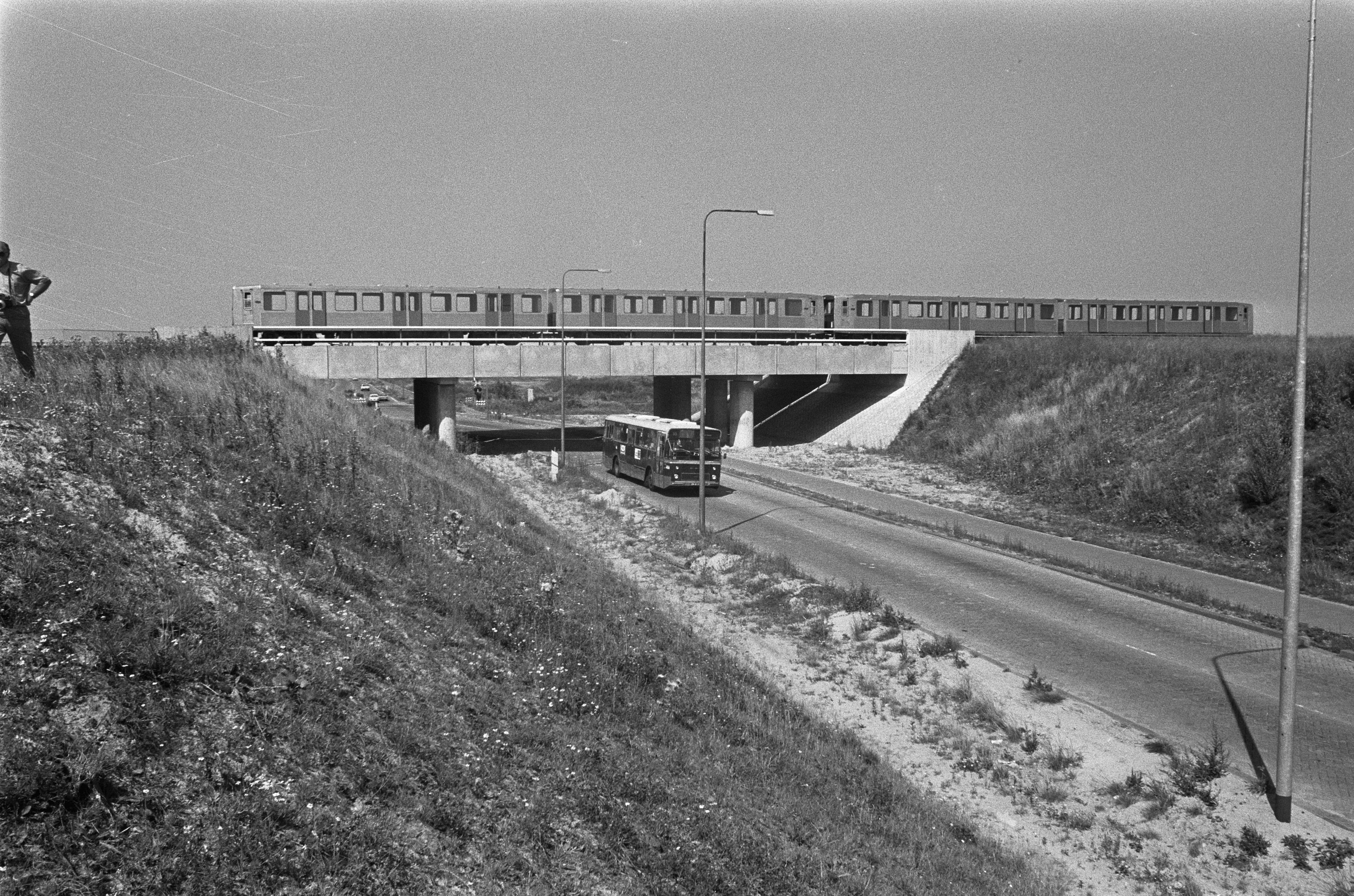
Gooise Hulpweg in 1973

In 1968 werd ter ontsluiting van de Bijlmermeer en ter vervanging van de gesloten Rijksstraatweg tussen Duivendrecht en de Bijlmermeer onder de naam "Gooisehulpweg" een tijdelijke tweebaansweg aangelegd grotendeels op het grondgebied van Diemen en Ouder-Amstel. De hulpweg liep van de Duivendrechtsebrug ten westen langs het toekomstige tracé naar de Bijlmerdreef. Na de ingebruikname van de hooggelegen autoweg in de Bijlmermeer in 1971 ontbrak het gedeelte van de Duivendrechtsebrug langs Duivendrecht en Diemen naar de Daalwijkdreef dat niet op het grondgebied van Amsterdam lag. Diemen en Ouder-Amstel voelden er niets voor om mede op te draaien voor de kosten van een weg die alleen van belang was voor Amsterdam en vertraagde hierdoor de aanleg. Omdat het zandlichaam voor de definitieve weg al wel in aanleg was moest de hulpweg regelmatig op meerdere plaatsen worden verlegd. Hierdoor kende de weg vreemde serpetineachtige bochtenen was ook nog eens slecht bestraat. 
Pas in 1988, ruim na de opening van de Amsterdamse metro in 1977, is het ontbrekende deel van de weg alsnog in zijn definitieve vorm aangelegd. Tot die tijd moest het verkeer zich behelpen met de hulpweg en was er in de spits vrijwel altijd sprake van filevorming en vertraging. De Gooisehulpweg kon daarna verdwijnen en voor het lokale verkeer tussen de Rijksstraatweg en de Van der Madeweg verscheen de Randweg met ten westen het Venserpark.

## Afbeeldingen

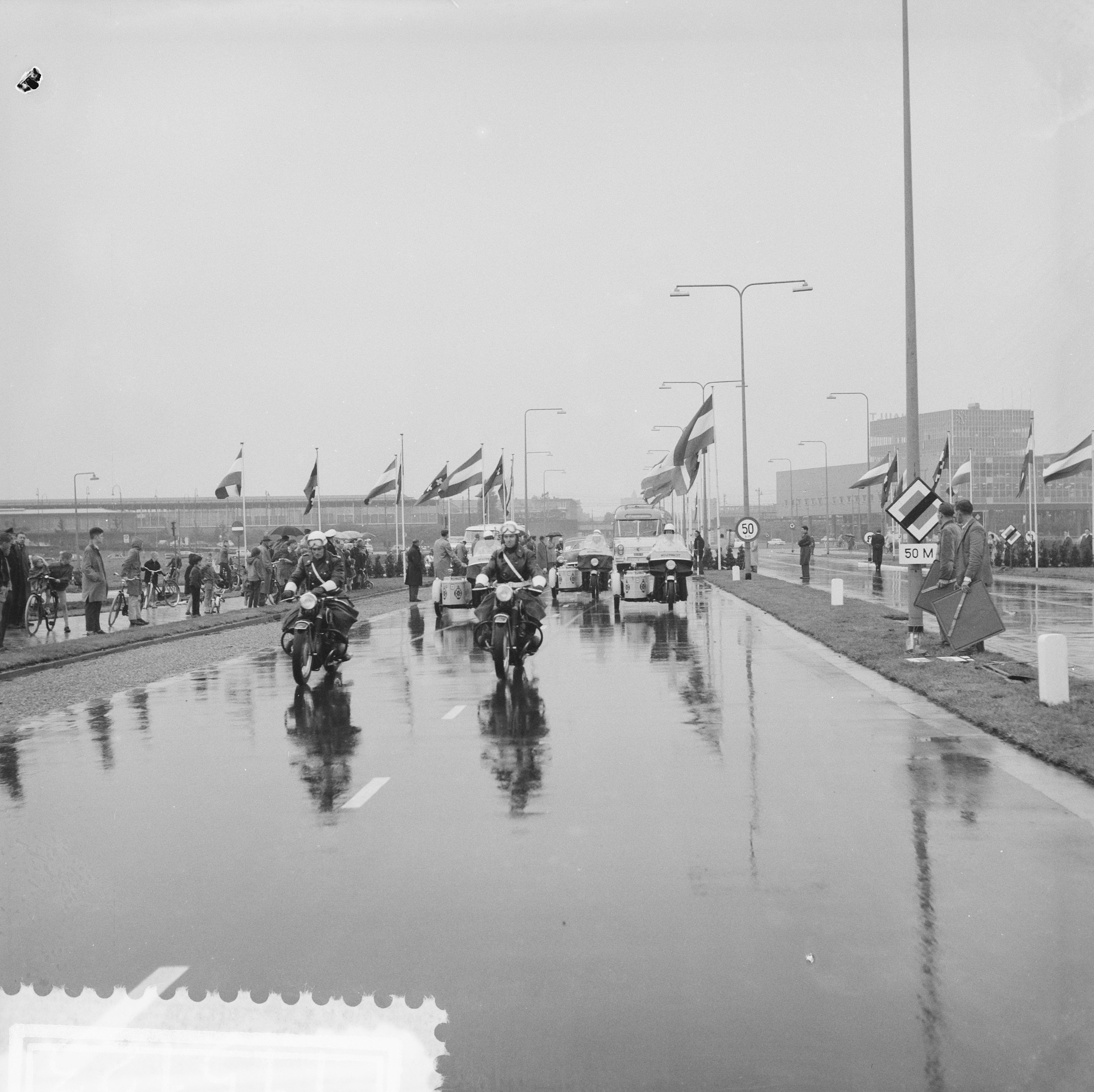
Opening door wethouder in 't Veld 1960
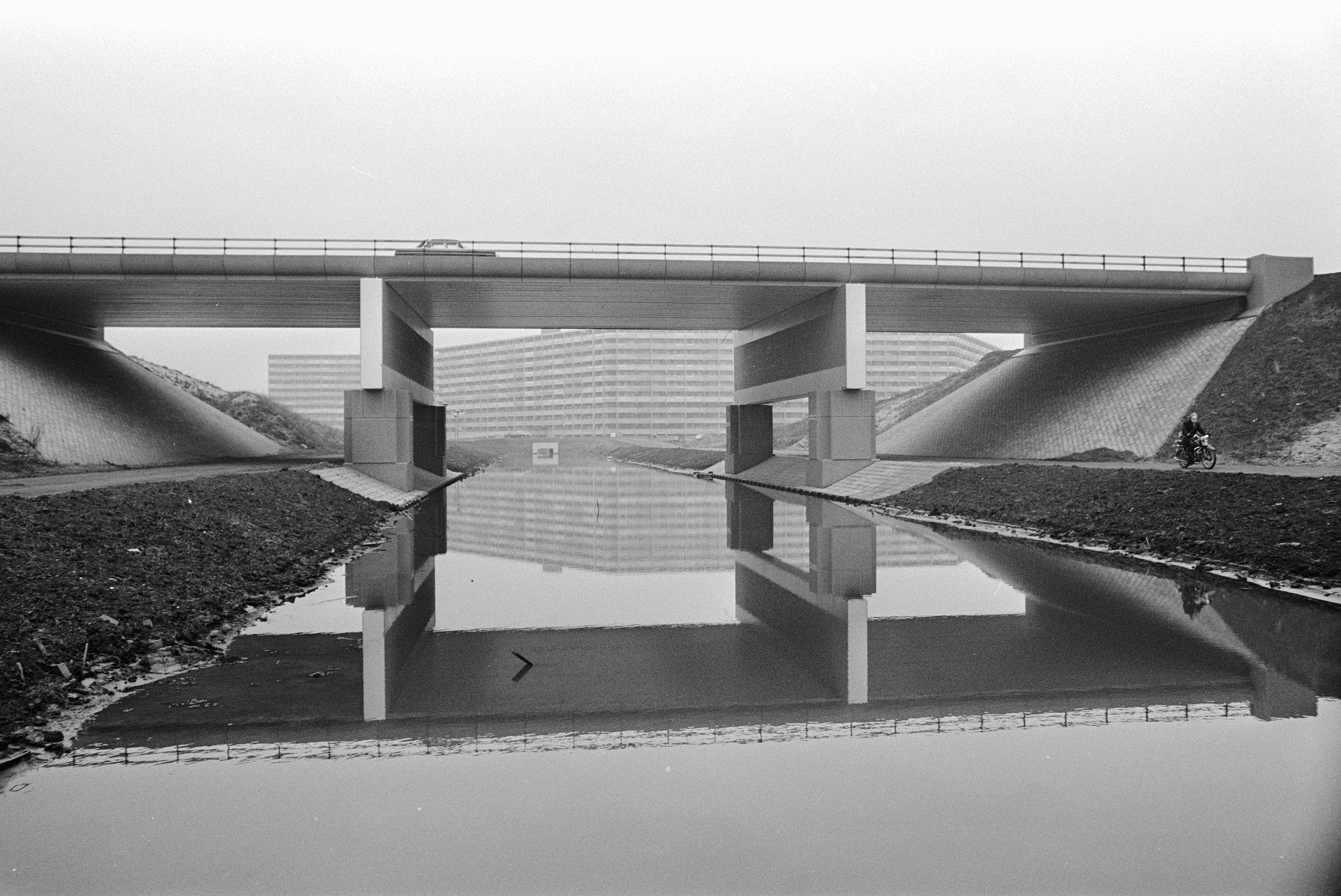
Gooiseweg met viaduct in Bijlmermeer 1971, duidelijk zichtbaar is het hoge niveau van de weg
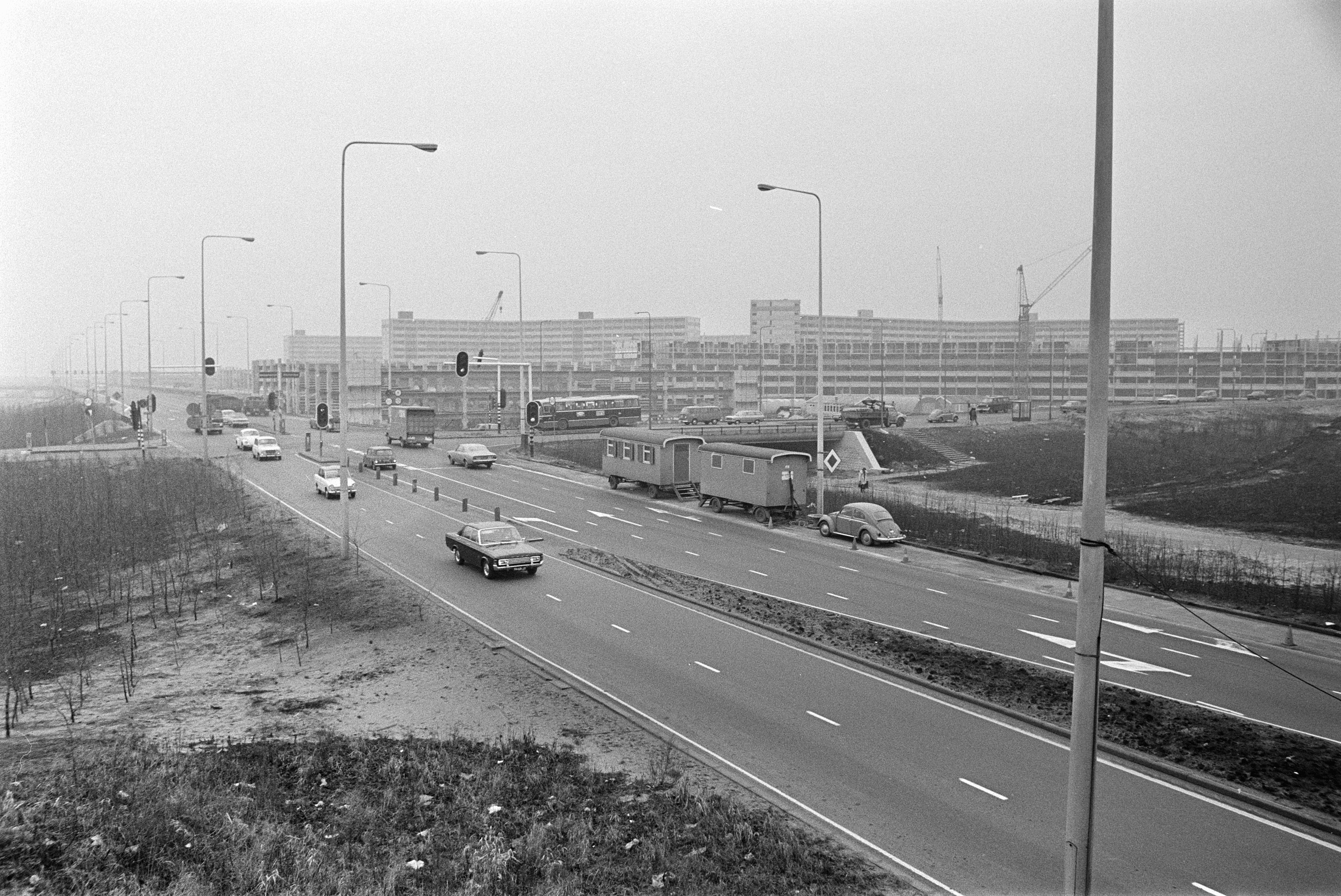
Afrit Gooiseweg naar Bijlmerdreef in 1971
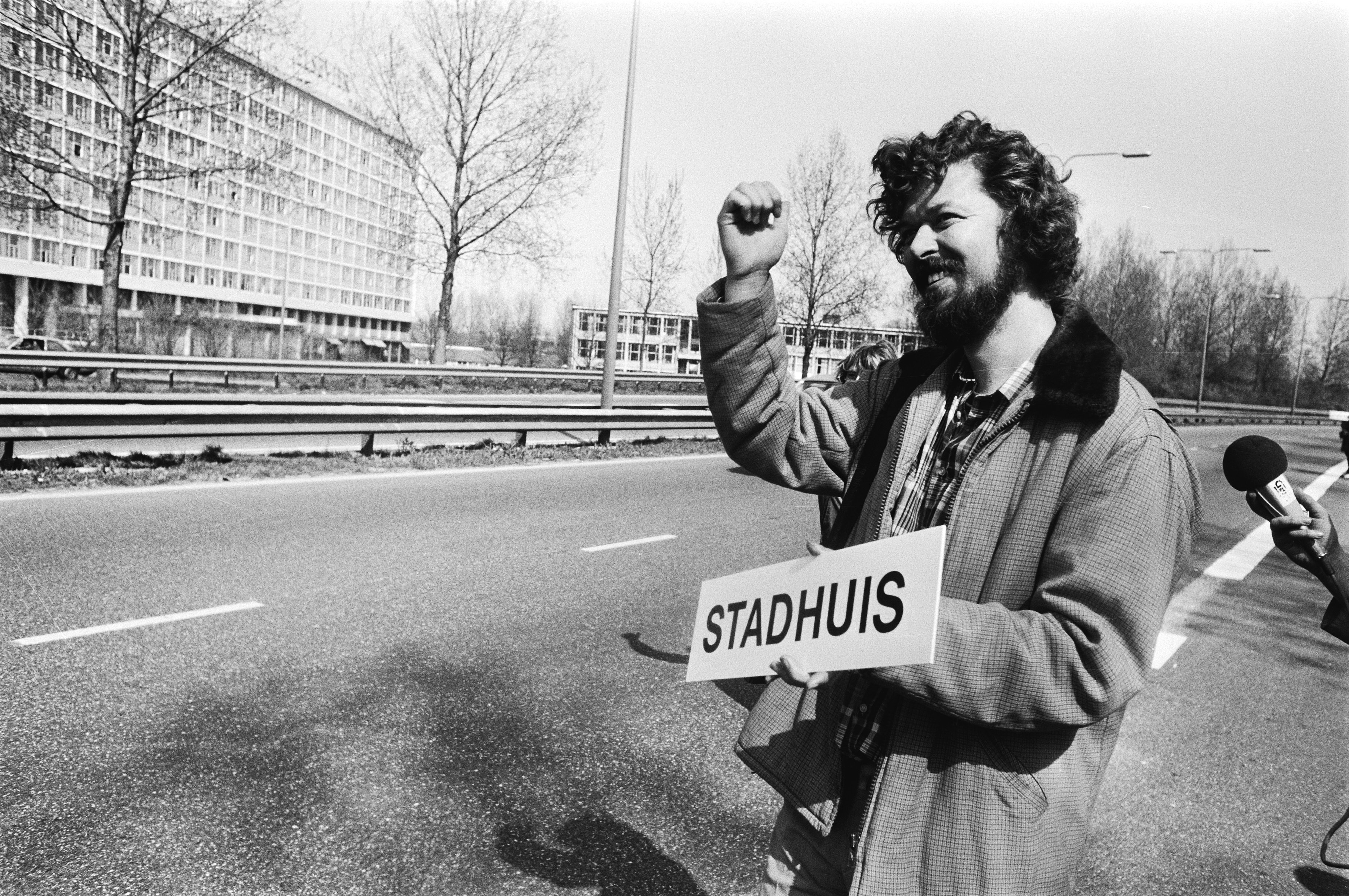
Eerste officiële liftplaats met wethouder Van der Vlis
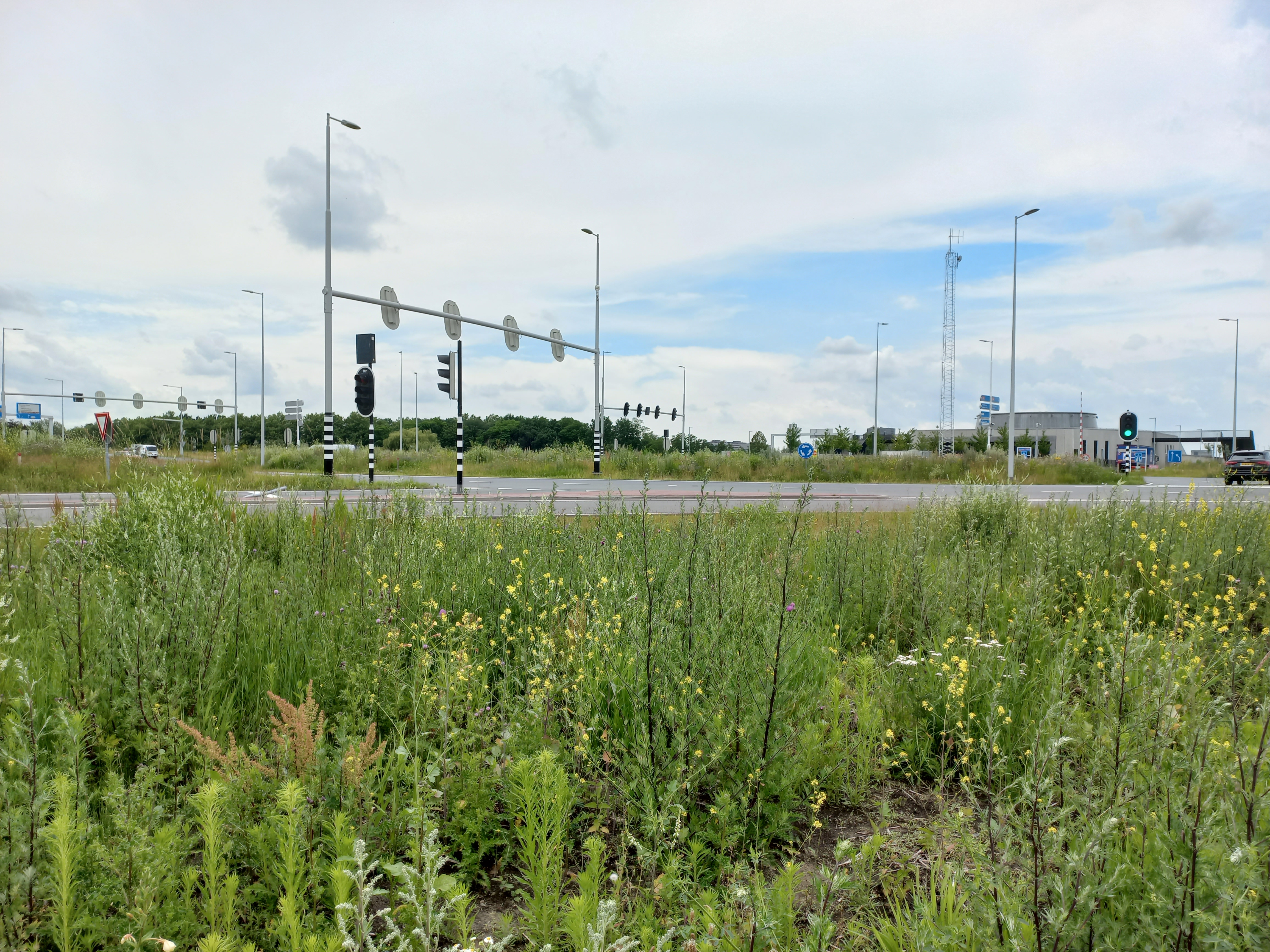
De Gooiseweg (links naar rechts) steekt de Gaasperdammertunnel over (juni 2022)

Ringweg A10 (Ringweg-West, -Noord / -Oost / -Zuid)

Overige autosnelwegen:
voorheen Muiderstraatweg (A1) · 
Utrechtseweg (A2) · 
Haagseweg (A4) · 
Westrandweg (A5) · 
Coentunnelweg (A8) ·
Gaasperdammerweg (A9)

Stadsroutes:
S100 ·
S101 ·
S102 ·
S103 ·
S104 ·
S105 ·
S106 ·
S107 ·
S108 ·
S109 ·
S110 ·
S111 ·
S112 ·
S113 ·
S114 ·
S115 ·
S116 ·
S117 ·
S118

Overige wegen:
Gooiseweg ·
Haarlemmerweg ·
Nieuwe Leeuwarderweg ·
Nieuwe Utrechtseweg

Knooppunten:
Amstel ·
Coenplein ·
De Nieuwe Meer ·
Holendrecht ·
Watergraafsmeer